# Blackheath (Londen)

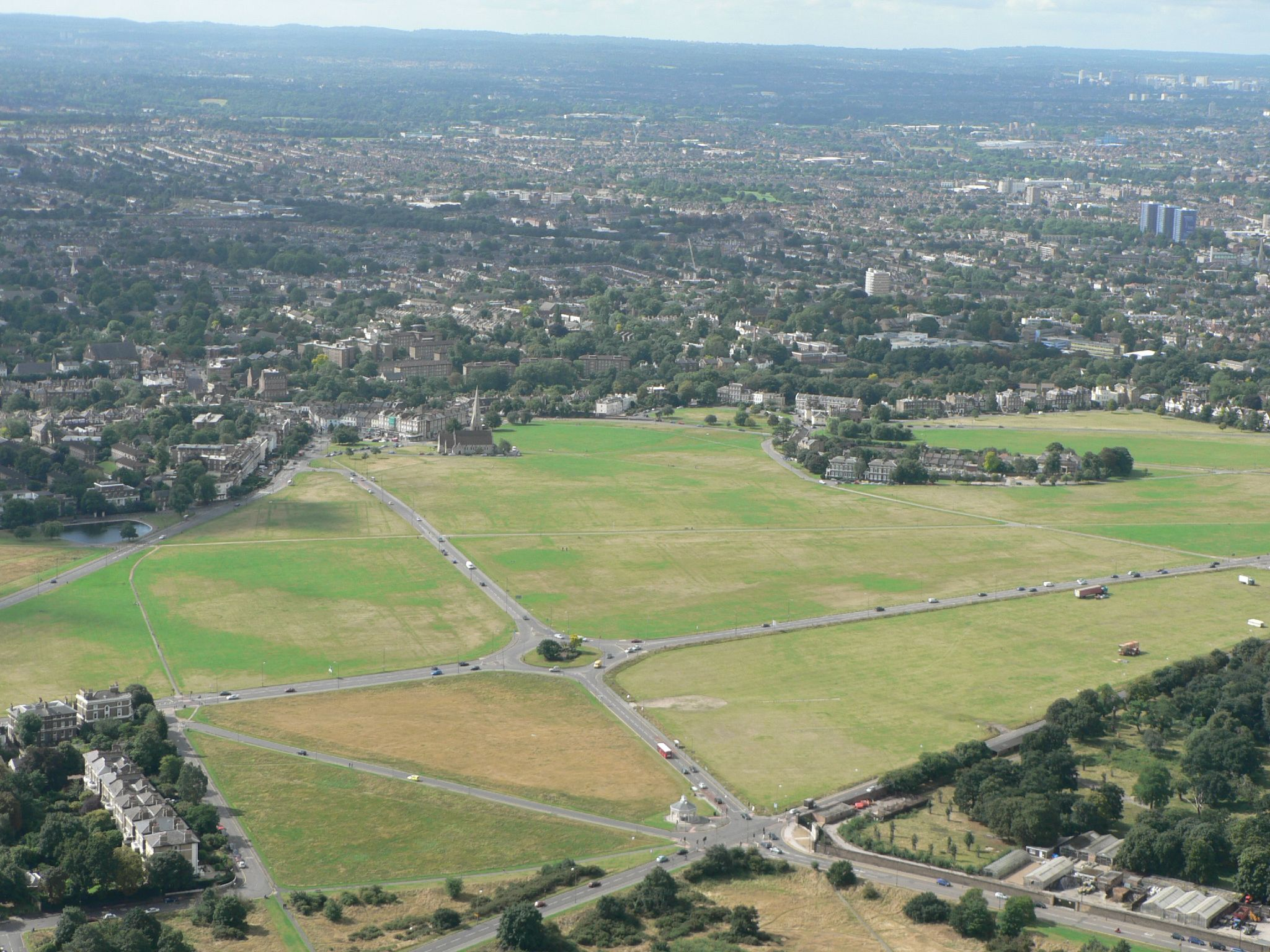
Zicht naar het zuiden met Blackheath Village aan de rand van de Heath

Blackheath is de naam van zowel een natuurgebied ("the Heath") als een wijk ("Blackheath Village") in de Britse hoofdstad Londen. Blackheath is een van de groenste en welvarendste wijken van Zuidoost-Londen. Het geldt tevens als de bakermat van zowel golf als rugby in Engeland.

## Ligging
Blackheath ligt in het zuidoosten van de regio Groot-Londen en is verdeeld over twee Londense boroughs: de London Borough of Lewisham en de Royal Borough of Greenwich. Het gebied ligt iets ten zuiden van Greenwich en enkele kilometers ten oosten van het centrum van Lewisham.

## Geschiedenis
De naam Blackheath wordt voor het eerst in een schriftelijke bron genoemd in 1166 als Blachehedfeld, wat "zwart heideveld" betekent. Het gebied behoorde tot 1889 tot het graafschap Kent, waarna het werd overgeheveld naar het graafschap Londen. In 1965 werd het ingedeeld bij de regio Groot-Londen.
Het uitgestrekte heidegebied ten zuiden van Greenwich werd vanouds doorsneden door Dover Road, de belangrijke handelsweg die in de middeleeuwen bekendstond als Watling Street, maar die zijn oorsprong vond in een Romeinse heerweg. Tegenwoordig ligt hier de A2. Het gebied was berucht vanwege de vele struikrovers die er actief waren. In 1381, tijdens de Engelse Boerenopstand, verzamelden zich hier de troepen van Wat Tyler. De Slag van Deptford Bridge van 1497 wordt ook wel de Slag van Blackheath genoemd, aangezien de rebellen zich op de hei verzameld hadden.
In de 17e en 18e eeuw ontwikkelde Blackheath zich onder invloed van het nabije Greenwich tot woonoord en buitenverblijf van rijke Londenaren. Een voorbeeld hiervan is Ranger's House, gebouwd rond 1700, in de 18e eeuw diverse malen verbouwd en begin 19e eeuw de residentie van prinses Sophia of Gloucester. De Pagoda, in 1760 ontworpen door William Chambers in the stijl van een Chinese pagode, was enige tijd het zomerverblijf van de latere koning George IV en zijn tweede echtgenote Caroline van Brunswijk. In 1608 zou op de hei in Blackheath voor het eerst in Engeland golf zijn gespeeld; de Royal Blackheath Golf Club werd in 1766 opgericht (sinds 1923 gevestigd in het nabije Eltham). Blackheath Rugby Club, tegenwoordig Blackheath F.C., geldt als de oudste rugbyclub ter wereld (1858).
Vanaf eind 18e eeuw werd het gebied aan de oostzijde van de hei bebouwd met huizen in georgiaanse en victoriaanse stijl. In de jaren dertig en zestig van de twintigste eeuw volgden verdere uitbreidingen.

## Bezienswaardigheden

### Natuur
Blackheath is met ruim 85 hectare een van de grootste open natuurgebieden in Inner London. Door de oprukkende verstedelijking is een deel van de hei vanaf de 17e eeuw bebouwd. Zo was Greenwich Park in Greenwich ooit onderdeel van het voormalige heidegebied. Tegenwoordig bestaat Blackheath uit open grasland. De voormalige grindgroeves Vanbrugh Pits vormen tegenwoordig Vanbrugh Park.

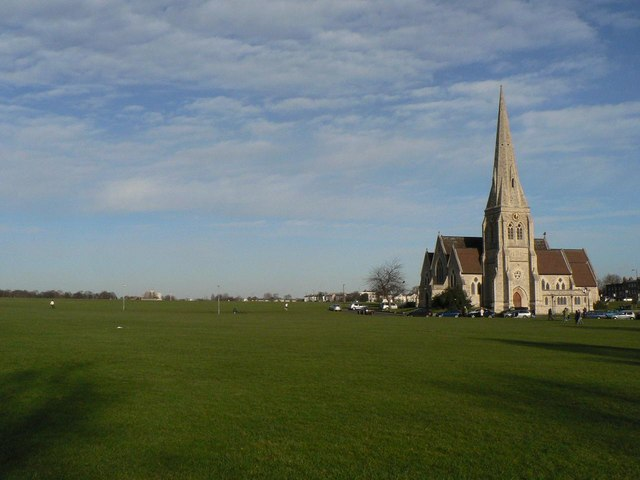
Eenzame kerk op de Heath
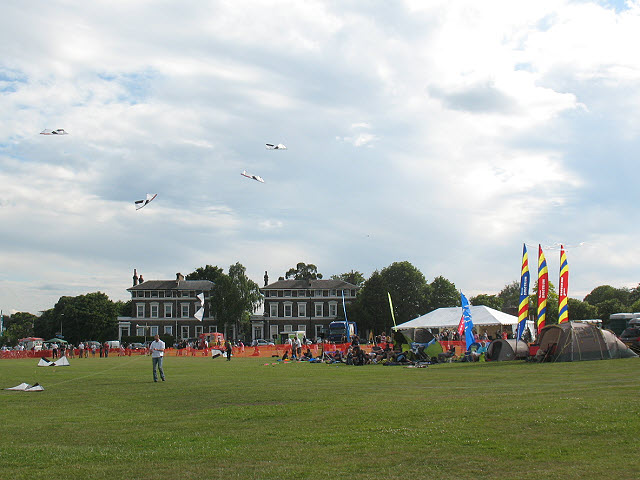
Kite Festival op de Heath
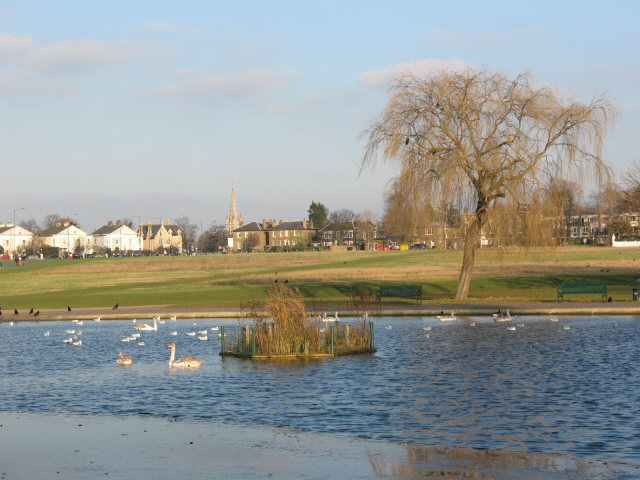
Blackheath Pond
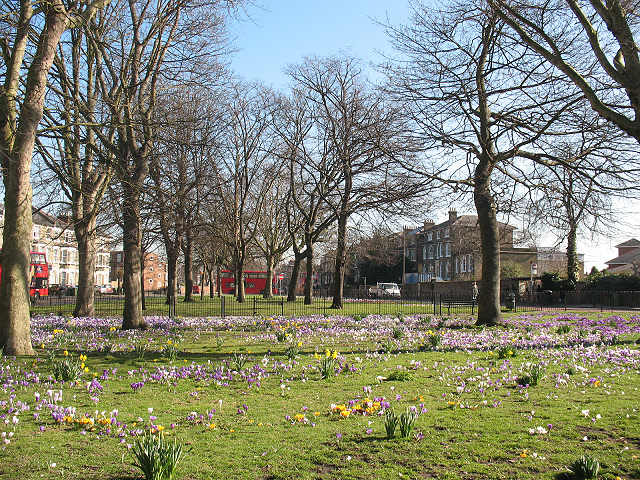
Batley Park, Westcombe

### Erfgoed
Het dorpscentrum van Blackheath maakt een welvarende indruk door het grote aantal historische huizen, die over het algemeen goed onderhouden zijn. Van de in de 18e en 19e eeuw gebouwde uitbreidingen is eveneens nog vrij veel bewaard gebleven. Tot de fraaiste ensembles behoren The Paragon en Michael Searles' Crescent, met fraaie zuilencolonnades. Morden College uit 1695 ligt aan de zuidoostzijde van de hei. Het 18e-eeuwse Ranger's House is thans een museum (Wernher-collectie).
De wijk telt enkele 19e-eeuwse kerken, waarvan de bekendste St. Michael and All Angels Church uit 1830 is, opvallend gelegen aan de rand van de hei, vanwege de hoge torenspits ook wel de "Needle of Kent" genoemd.

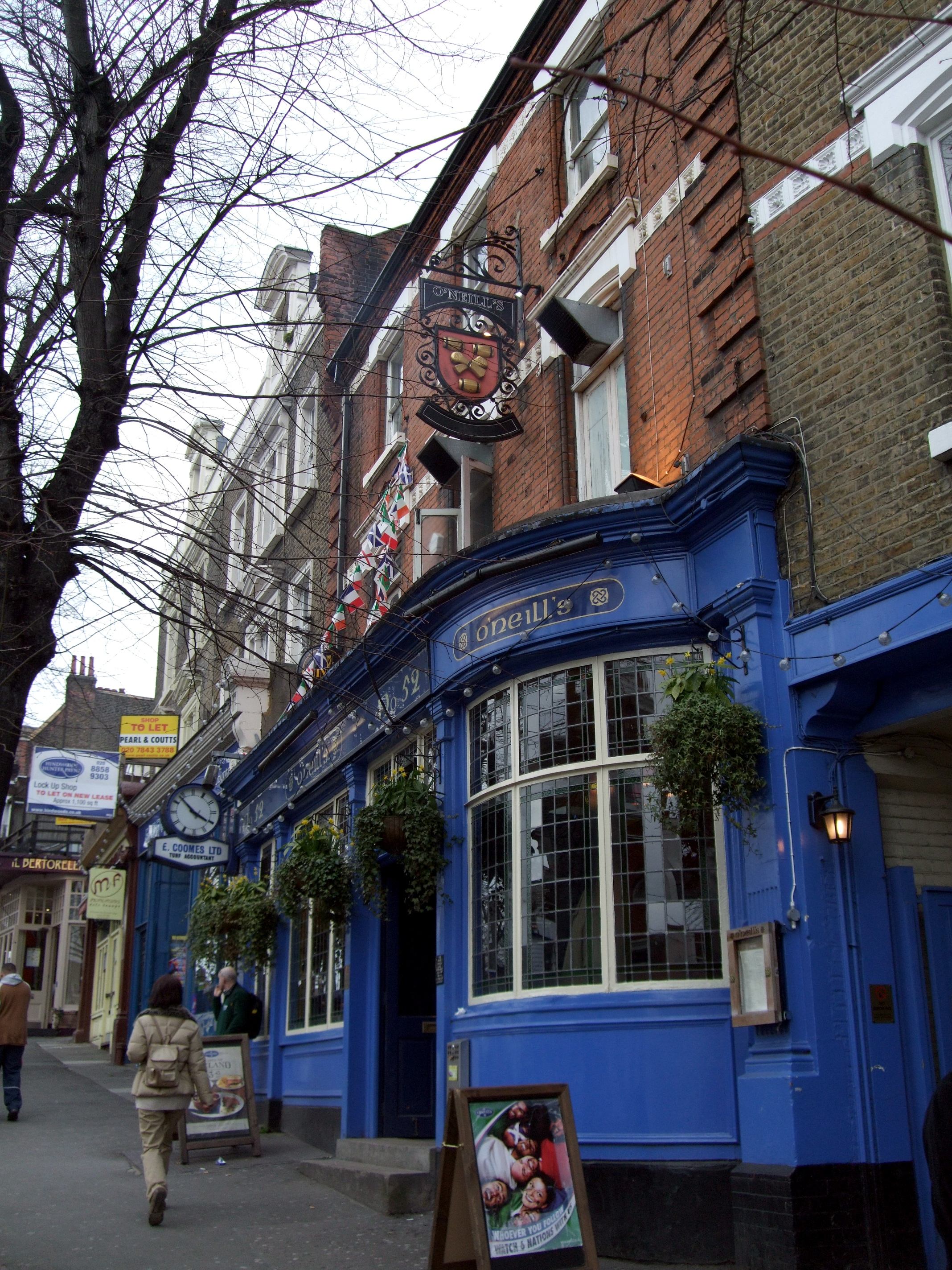
Het dorpscentrum
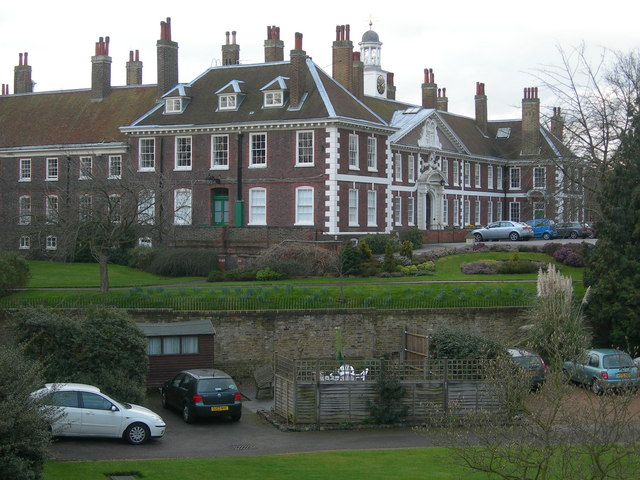
Morden College
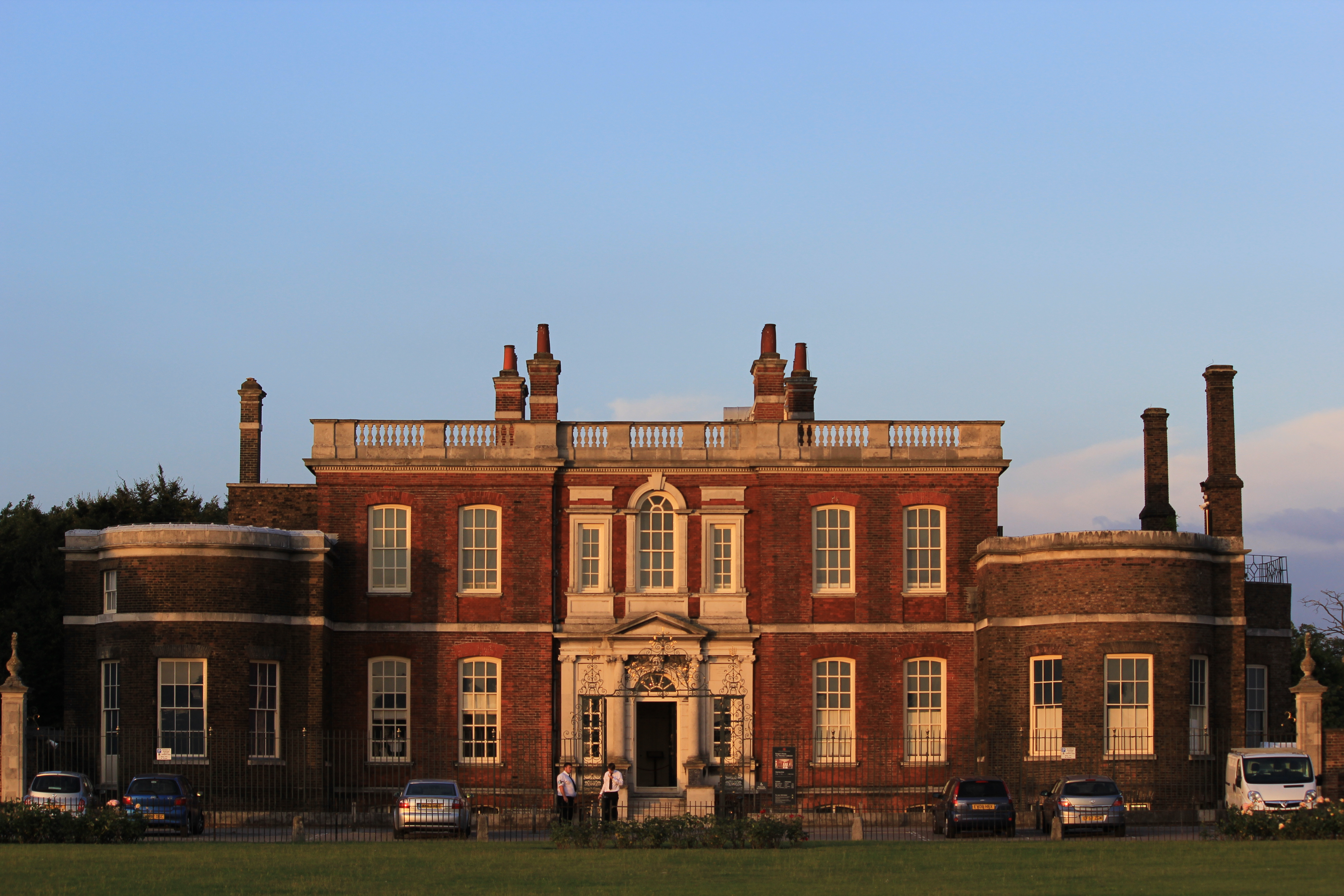
Ranger's House
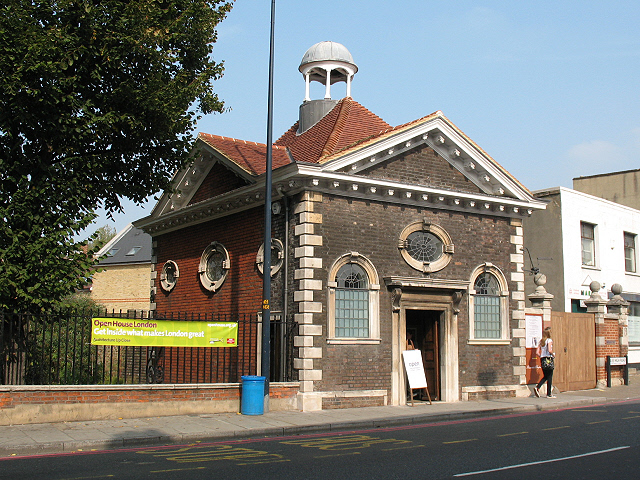
Boone's Chapel

## Voorzieningen
De pittoreske dorpskern van Blackheath, hoewel beperkt van omvang, fungeert als regionaal centrum en kent een groot aantal voorzieningen, met name op winkel- en op horecagebied. Elke zondag vindt er bij het station een streekmarkt met biologische producten plaats.
Het Station Blackheath ligt aan de North Kent Line en de Bexleyheath Line, die bij Blackheath samenkomen. Vanaf Blackheath reist men rechtstreeks naar Station London Bridge en Station London Charing Cross, beide in Centraal-Londen, naast diverse bestemmingen in Kent. De North Circular Road voert door Blackheath naar de Blackwall Tunnel onder de Theems. De A2 is de belangrijkste oost-westverbinding.
Op sportgebied biedt Blackheath onder andere cricket. Blackheath F.C. speelt al sinds omstreeks 1880 op het historische cricketveld Rectory Field. De nog oudere Royal Blackheath Golf Club is sinds 1923 niet langer in Blackheath gevestigd, maar in de omgeving zijn diverse golfbanen te vinden. De Marathon van Londen voert elk jaar door Blackheath.

## Geboren
- Mary Quant (1930-2023), modeontwerpster
- Vanessa Redgrave (1937), actrice
- Marty Wilde (1939), zanger
- Richard Branson (1950), zakenman